# Jean Anglade
Cet article possède des paronymes, voir Jean-Baptiste Anglade et Jean-Hugues Anglade.
Pour les articles homonymes, voir Anglade (homonymie).
Jean Anglade est un écrivain et traducteur français, né le 18 mars 1915 à Escoutoux (Puy-de-Dôme) et mort le 22 novembre 2017 à Clermont-Ferrand.

## Biographie

### Jeunesse et formation
Né le 18 mars 1915 au hameau des Bonnets, commune d'Escoutoux limitrophe de Thiers dans le Puy-de-Dôme, Jean Jacques Annet Anglade est le fils de Jean (ouvrier maçon) et de Félistine Chaleron (servante), surnommée « Célestine ». Un an après sa naissance, son père est tué pendant la Première Guerre mondiale le 27 septembre 1916 à Cléry-sur-Somme sur le front de la Somme. Sa mère se remarie en 1920 avec un charretier, ce qui amène le jeune Jean « à pousser à la roue souvent, quand le charretier s'embourbe ».
Après des études au cours complémentaire, Jean Anglade entre à l'école normale d'instituteurs de Clermont-Ferrand, et poursuit en même temps de façon autodidacte ses études pour devenir professeur de lettres.
Jean Anglade se marie le 17 juin 1935 avec Marie Ombret (institutrice), originaire du hameau de Grezes, commune de Saugues (Haute-Loire).
Dès 1944, il est professeur de français à l’École nationale professionnelle de Thiers (aujourd'hui lycée Jean Zay).
Il obtient son agrégation d'italien en 1947, puis enseigne cette langue au lycée Blaise-Pascal de Clermont-Ferrand de 1949 à 1975.

### Carrière
Jean Anglade est plutôt un auteur discret. Il apparaît très rarement à la télévision. Cependant, son succès ne se dément jamais. Chaque année, il donne un rendez-vous littéraire avec ses lecteurs. Assez prolifique, il est, à l'instar d'Alexandre Vialatte, une référence dans la culture littéraire d'Auvergne.
Il obtient le prix Eugène-Dabit du roman populiste en 1957 pour L'Immeuble TAUB, le prix des Libraires en 1962 pour La Foi et la Montagne, le prix de l'Académie française en 1971 pour La Vie quotidienne dans la Massif Central au XIXe siècle et le prix Arverne en 2007 pour Le Temps et la Paille.

### Dernières années
En 2011, un film intitulé À l'école de la vie relate les premières années de sa vie, réalisé par David Girard et Yves Courthalliac,.
Il fête ses 100 ans le 18 mars 2015. Son ami Jean-Paul Pourade fonde le cercle Jean-Anglade et obtient, avec l'appui du président de la région Auvergne René Souchon et de Jean Cluzel, ancien sénateur et ami de Jean Anglade, que l'écrivain auvergnat se voit décerner la Légion d'honneur qui lui est remise le 13 février 2016 à Bransat des mains de Jean Cluzel.

### Mort
Jean Anglade meurt à Clermont-Ferrand le 22 novembre 2017, âgé de 102 ans,.

## Les langues
Jean Anglade utilise et connaît plusieurs langues romanes qu'il traduit ou introduit dans ses textes.

### L'occitan
Dans la famille de Jean Anglade et dans les environs de la ville de Thiers on parlait l'auvergnat, un dialecte de l'occitan. Le sous-dialecte parlé était plus précisément le parler thiernois. L'auteur revient souvent sur la langue d'oc dans ses textes où il utilise soit des bribes de phrases, soit du français régional empreint de termes auvergnats. Dans son Histoire de l'Auvergne ou les Grandes Heures de l'Auvergne, il choisit d'englober l'ancien occitan avec les parlers gallo-italiques, qu'il trouve plus proches de la langue d'oc que de l'italien.

« Cette langue d'oc - qui offrait beaucoup moins de différences en ses diverses variétés que les dialectes actuels survivants - était parlée de la Loire aux Pyrénées, de l'Océan jusqu'à l'Adriatique, et plusieurs troubadours italiens devaient l'illustrer, comme Sordello ou Dante [...] »

— Jean Anglade, Les Grandes Heures de l'Auvergne
Il cite souvent Dante Alighieri qui parlait à la fois le toscan et la langue d'oc, langues qu'il maitrisait parfaitement et qu'il utilisait indifféremment dans ses ouvrages. La proximité des deux langues a également influencé et facilité son apprentissage de l'Italien.

### L'italien
Autre que romancier francophone, Jean Anglade a traduit beaucoup de grands textes italiens classiques vers le français comme Le Prince de Machiavel, les Fioretti de saint François d'Assise ou encore le Décaméron de Boccace.

## Œuvres

### Romans
- Le Chien du Seigneur - Plon - 1952 (ISBN 978-2844943347)
- Les Mauvais Pauvres - Plon - 1954 (ISBN 2260005217)
- Les Convoités - Gallimard, 1955 (OCLC 5083094)
- L'Immeuble Taub - Gallimard - 1956 (OCLC 5150731)  (réédition chez Bartillat - 2001  (ISBN 2841002217)) - prix Eugène-Dabit du roman populiste 1957
- Le Fils de Tiberio Pulci - Robert Laffont - 1959 - (réédition chez Julliard - 1988  (ISBN 9782260005445) - sous le titre La Combinazione).
- La Foi et la Montagne - Robert Laffont - 1961 - prix des Libraires 1962  (ISBN 2221047060)
- Le Péché d'Écarlate - Robert Laffont - 1960
- Des chiens vivants - Julliard - 1967 (rééd. Presses De La Cité, 2010)
- La Garance - Julliard - 1968[16]  réédition chez AEDIS - 2000
- Une pomme oubliée, Julliard, 1969 (ISBN 2266145517)
- Le Point de suspension - Gallimard - 1969
- Un front de marbre - Julliard - 1970
- Riez pour nous - Robert Morel - 1971
- Le Voleur de coloquintes - Julliard - 1972 (ISBN 2266131761)
- Un temps pour lancer des pierres - Julliard - 1974 (OCLC 898702)
- Le Tilleul du soir - Julliard - 1975 (ISBN 2266109812)
- Le Tour du doigt - Julliard - 1977 (ISBN 2260000746)
- Les Ventres jaunes - Julliard - 1979 (ISBN 2258071054)Roman se déroulant dans le milieu des artisans-couteliers de Thiers. C'est la rivière qui fait tourner les meules, et les couteliers travaillent couchés sur le ventre pour aiguiser les lames, c'est ce qui a donné le titre à ce livre.
- La Bonne Rosée - Julliard - 1980 (ISBN 226611249X)
- Les Permissions de mai - Presses de la Cité - 1981 (ISBN 2258071062)
- Le Pays oublié - Hachette - 1982 (ISBN 2844944795)
- La Noël aux prunes - Julliard, 1983 (ISBN 2260003265)
- Les Bons Dieux - Julliard, 1984 (ISBN 2724224663)
- Avec flûte obligée - Julliard - 1986 (ISBN 2260004563)
- La Dame aux ronces - Presses de la Cité - 1989 (ISBN 978-2258027190)
- Juste avant l'aube - Presses de la Cité - 1990 (ISBN 9782258032842)
- Un parrain de cendre - Presses de la Cité - 1991 (ISBN 9782258033344)
- Les Mains au dos - Julliard - 1991[17], réédition 2004 chez De Borée  (ISBN 2844942199)
- Le Jardin de Mercure - Presses de la Cité - 1992 (ISBN 978-2266004152)  Réédité sous forme de collector en 2015 pour permettre le financement du film Jean Anglade 100 ans d'Yves Courthaliac
- Qui t'a fait prince ? ou L'Irrésistible Ascension d'un colporteur auvergnat - Robert Laffont - 1992 (ISBN 9782221065143)
- L'Impossible Pendu de Toulouse - Fleuve noir - 1992 (ISBN 9782265047563)
- Gens d'Auvergne - Omnibus - 1992 -  (ISBN 2258036038) Consiste en une réédition en volume compact de : Une pomme oubliée (1969), le Tilleul du soir (1975), le Tour du doigt (1977), les Ventres jaunes (1979), la Bonne Rosée (1980), les Permissions de mai (1981) et les Bons Dieux (1984)
- Y'a pas d'bon Dieu - Presses de la Cité - 1993 (ISBN 2266157353)
- La Soupe à la fourchette - Presses de la Cité - 1994 (ISBN 2266065653)
- Un lit d'aubépine - Presses de la Cité - 1995 (ISBN 9782258039568)
- Suite auvergnate - Omnibus - 1995  consiste en une réédition en volume compact de : le Chien du Seigneur (1952), le Péché d'Écarlate (1966), Un front de marbre (1970), le Voleur de coloquintes (1972), Un temps pour lancer des pierres (1974), la Noël aux prunes (1983) et Avec flûte obligée (1986)
- La Maîtresse au piquet - Presses de la Cité - 1996 (ISBN 2266125397)
- Le Roi des fougères (96 pages) - Bayard Presse - coll. « Bibliothèque Bonne soirée » - 1996 (ISBN 9782911750106),  récit à mi-chemin de la nouvelle et du roman
- Le Saintier - Presses de la Cité - 1997 (ISBN 9782258045088)
- Le Faucheur d'ombres - Presses de la Cité - 1998 (ISBN 978-2744113857)
- Le Grillon vert - Presses de la Cité - 1998 (ISBN 2266094327)
- La Fille aux orages - Presses de la Cité - 1999 (ISBN 2266104748)
- Un souper de neige - Presses de la Cité - 2000 (ISBN 2266112880)
- Auvergne encore - Omnibus - 2000 (ISBN 978-2258053489) Consiste en une réédition en volume compact de : la Dame aux ronces (1989), Un parrain de cendre (1991), le Jardin de Mercure (1992), Y'a pas d'bon Dieu (1993), la Soupe à la fourchette (1994), le Roi des fougères (1996) et Sidoine Apollinaire (1963)
- Le Pain de Lamirand - De Borée - 2000 (ISBN 2-84494-023-4)
- Les Puysatiers - Presses de la Cité - 2001 (ISBN 978-2258055018) Les puysatiers sont des perceurs de puys. Ceux qui ont, de 1839 à 1848, creusé le tunnel du Lioran. Au pic et à la pioche d'abord, comme au temps des gallo-romains, ces courageux travailleurs ont passé neuf années d'enfer, de fumées, d'éboulements, d'inondations boueuses, d'asphyxie, d'épidémies, pour ouvrir un trou de taupe de 1 414 mètres de long.
- Dans le secret des roseaux - Presses de la Cité - 2002 (ISBN 2-702-87801-6)
- La Rose et le Lilas - Presses de la cité - 2002
- Avec le temps - Presses de la Cité - 2004 (ISBN 2-258-06470-8)
- L'Écureuil des vignes - Presses de la Cité - 2004 (ISBN 2-258-06265-9)
- Une étrange entreprise - Presses de la Cité - 2005 (ISBN 2-7441-8897-2)
- L'Ivraie et le Bon Grain - De Borée - 2005 (ISBN 2-84494-253-9)
- Le Temps et la Paille - Presses de la Cité - 2006 Prix Arverne 2007  (ISBN 978-2258068452)
- Le Semeur d'alphabets - Presses de la Cité - 2007 (ISBN 978-2258072770)
- Un cœur étranger - Presses de la Cité - 2008 (ISBN 978-2258074927)
- Les Délices d'Alexandrine - 2009 (ISBN 978-2258077942) Situé dans le Velay, pays d'origine de l'épouse de Jean Anglade.
- Une vie en rouge et bleu - Calmann-Lévy - 2010 (ISBN 978-2-7021-4101-4)
- Le Dernier de la paroisse - Calmann-Lévy, 2011
- Les Doigts bleus de la pluie - Presses la Cité - 2011
- Le Choix d'Auguste - Calmann-Lévy - 2012 (ISBN 978-2702142660)
- Le Sculpteur de nuages - Calmann-Lévy - 2013 (ISBN 978-2-7021-5381-9))
- Les Cousins Belloc - Calmann-Lévy - 2014  (ISBN 978-2-7021-4466-4)
- Le Grand Dérangement - Calmann-Lévy - 2015  (ISBN 978-2-7021-5599-8)

### Biographies
- Hervé Bazin - Gallimard - 1962  (ISBN 9782070201433)
- Sidoine Apollinaire - Volcans - 1963  (ISBN 9782303001380)
- Pascal l'insoumis - Perrin - 1988  (ISBN 9782262005436)
- Les Mongolfier - Perrin - 1990  (ISBN 2262006733)
- Qui t'a fait prince ? - Robert Laffont - 1997  (ISBN 9782221065143)
- Jean Anglade, homme de plumes - Editions La Galipote - 2015  (ISBN 9782915257571)

### Entretiens
- Entretiens avec Jules Romains, entretiens d'une durée totale d'1 heure 28 minutes, initialement diffusés en six parties les 24 et 29 août 1970 sur France-Culture, commercialisés en deux disques compacts par l'INA en 1996
- Radioscopie de Jacques Chancel avec Jean Anglade, enregistrée le 30 juin 1976 sur l'antenne de France Inter

### Histoire
- La Vie quotidienne dans le Massif central au XIXe siècle, Hachette, 1971, prix Toutain de l'Académie française en 1972
- La Vie quotidienne contemporaine en Italie, Hachette, 1973
- Histoire de l'Auvergne, Hachette, 1974  (ISBN 2012356389)
- Les Grandes Heures de l'Auvergne, Perrin, 1977
- La Vie quotidienne des immigrés en France de 1919 à nos jours, Hachette, 1984
- Le Pape ami du diable et autres histoires mystérieuses, Éditions du Rocher, 2000
- Femmes de nos campagnes, Presses de la Cité, Collection Terres de France, 2005

### Essais
- Les Greffeurs d'orties : l'Église et le prolétariat, La Palatine, 1958
- Grands Mystiques, Pierre Waleffe, 1967
- Solarama d'Auvergne, Solar, 1972
- Une vie en rouge et bleu, Calmann-Lévy, 2010  (ISBN 978-2-253-15809-7) La guerre vue par le dernier des poilus.

### Albums illustrés
- L'Auvergne que j'aime, SUN, 1974
- Drailles et burons d'Aubrac, photographies de Jean-Dominique Lajoux, Le Chêne, 1979
- L'Auvergne et le Massif central d'hier et de demain, Jean-Pierre Delarge, 1981
- Clermont-Ferrand d'autrefois, Horvath, 1981
- Clermont-Ferrand fille du feu, Xavier Lejeune, 1990
- Les Auvergnats, La Martinière, 1990
- Mémoires d'Auvergne, De Borée, 1991
- L'Auvergne vue du ciel, De Borée, 1993
- Trésors de bouche, De Borée, 1996
- Mon beau-pays la Haute-Loire, De Borée, 1998
- Mémoires Paysannes, De Borée, 2003, peut-être une réédition sous un autre intitulé de "Mémoires d'Auvergne" chez le même éditeur en 1991.
- L'Auvergne de Jean Anglade, De Borée, 2007

### Divertissements
- Célébration de la Chèvre, Robert Morel, 1970 (rééd. Annie Coralli, 1997)
- Riez pour nous, Robert Morel, 1971
- Cent Clés pour comprendre le feu, Robert Morel, 1973
- Jean Anglade raconte, Le Cercle d'Or, 1975
- Les Singes de l'Europe : ces sacrés Français, Julliard, 1976
- Les Zigzags de Zacharie, Éditions CRÉER, 1978
- Fables omnibus, Julliard, 1981
- Mes montagnes brûlées, A.C.E., 1985 (réédition De Borée-Corallin 2000, sous le titre Le Pain de Lamirand)
- L'Auvergnat et son histoire, bande dessinée avec Alain Vivier, Horvath
  - Vol. 1, Des crocodiles à Sidoine Apollinaire, 1979
  - Vol. 2, Du VIe siècle aux Croisades, 1980
- Confidences auvergnates, De Bartillat, 1993
- L'Auvergne aux tisons, Coralli, 1994
- Auvergnateries, Canope, 1994
- La Bête et le bon Dieu, Presses de la Cité, 1996
- Le Faon sans héritage, AEDIS, 1996
- Abécédaire auvergnat, Coralli, 1997

### Traductions de l'italien
- Le Prince de Machiavel, Le Livre de poche
- Décaméron de Boccace, Le Livre de poche
- Les Fioretti de saint François d'Assise, Le Livre de poche
- Le Convoi du Brenner, traduit de la Tradotta del Brennero, de Ruggero Zangrandi, Robert Laffont, 1962
- La Religieuse de Monza, traduit de la Monaca di Monza, de Mario Mazzucchelli, Robert Laffont

### Poésie
- Chants de guerre et de paix, Le Sol Clair, 1945

### Théâtre
- Le Cousin des îles, scénario en trois temps, d'après les Bons Dieux

### Scénarios pour le cinéma ou la télévision
- Une pomme oubliée, réalisation de Jean-Paul Carrère
- Les Mains au dos, réalisation de Patricia Valeix

### Souvenirs
- Aux sources de mes jours, album illustré, Presses de la Cité, 2002, rééd. 2010

### Cassettes audio
- Contes et légendes d'Auvergne, éditions Fernand Nathan
- Si Lempdes m'était chanté, musique de Patrick Brun, édité par la mairie de Lempdes

### Vidéocassettes
- Gens d'Auvergne, Films Montparnasse
- Le Tour de France des métiers (en Auvergne), BETA production
- Sur la trace des contrebandiers... en Auvergne (Mosaique Films 2007)

## Décorations
- : Jean Paul Pourade, président fondateur du cercle Jean-Anglade, obtient du président de la République que soit décerné à Jean Anglade le titre de chevalier de la Légion d'honneur. Le 13 février 2016, Jean Anglade, chevalier de la Légion d'honneur de la promotion du 1er janvier 2016, en reçoit les insignes à Bransat (Allier) des mains du sénateur Jean Cluzel, membre de l'Académie des sciences morales et politiques et commandeur de la Légion d'honneur.
- : Officier de l'ordre des Arts et des Lettres [18].
- : Officier de l'ordre des Palmes académiques.
- Chevalier de l'ordre du Mérite de la République italienne- 1984[réf. nécessaire].
- Médaille de l'Institut de France[19][réf. nécessaire].
- Médaille de reconnaissance du département de l'Allier[réf. nécessaire].
- Médaille de reconnaissance du département de la Haute-Loire[20].

## Postérité
Jean Paul Pourade, ami de Jean Anglade, fonde le cercle Jean-Anglade. Jean Cluzel en devient le président d'honneur.
Clarisse Énaudeau, directrice littéraire des Presses de la Cité et Jean-Paul Pourade, président du cercle Jean-Anglade, décident de créer le prix Jean-Anglade qui récompensera le premier roman d'un écrivain dont l'ouvrage mettra en exergue les valeurs chères à Jean Anglade dans ses romans : humanisme et universalité.

### Prix Jean-Anglade
Le premier prix est désigné en mars 2019 par un jury présidé par l'écrivain Franck Bouysse et remis au lauréat lors du Salon du livre de Royat-Chamalières auquel l'écrivain Jean Anglade fut fidèle jusqu'à sa disparition.
Le prix 2019 est décerné à Véronique Pierron, pour son livre Les Miracles de l'Ourcq, paru aux éditions des Presses de la Cité en octobre 2019.